# Баня
Вижте пояснителната страница за други значения на Баня.
Къпалня (или още баня) е помещение (или сграда с такива помещения), предназначено за измиване, хигиенизиране или третиране на тялото.
Обикновено банята е оборудвана със съоръжения за измиване на тялото с вода, пара или други начини на къпане, специфични за различните народи.

## Видове къпални
- терми
- сауна
- руска баня
- турска баня
- арабска баня
- японска баня